# Vinderslev
Vinderslev – miasto w Danii, w regionie Jutlandia Środkowa, w gminie Silkeborg.